# Литекс Банк
„Литекс Банк“ е българо-ливанска банка в Бейрут, Ливан.
Създадена е през 1966 г. с активи на Българската външнотърговска банка (БВБ) на стойност почти 2 млн. лева с 97% българско участие и общ капитал от 2,2 млн. лева. През 1970 г. има представителство и в Лондон.
От 1966 до 1971 г. „Литекс Банк“ е собственик на Investment Bank, по-късно съществуваща под името Jammal Trust Bank.
Вследствие от ревизия, проведена между април 1970 и април 1972 г., на 15 юли 1972 г. управителният съвет на Българската народна банка взима решение за отстраняване на допуснатите недостатъци и подобряване на работата на „Литекс Банк“ в Бейрут. Ревизията показва, че „все още за редица разходи не е видно по какъв повод са извършени“.
Към 31 декември 1974 г. балансовата сума на банката е 140 млн. щатски долара и е сред 20-те най-големи банки в Ливан, от общо 74, а през 1975 г. достига 12-о място. За периода от създаването ѝ до 31 декември 1974 г. банката е реализирала печалба от 1 750 000 долара (83% от размера на българското участие в акционерния капитал). В началото на съществуването си банката кредитира само ливански фирми, което води до несигурни и несъбираеми вземания. На 1 февруари 1975 г. Министерският съвет на НРБ увеличава българското дялово участие в „Литекс Банк“ с 4,3 млн. щатски долара.
Вследствие от гражданската война в Ливан към 1977 г. на „Литекс Банк“ са нанесени щети в размер на 18,505 млрд. ливански лири. Банката има и загуби от 9 млрд. ливански лири от дейността ѝ с местни клиенти. Това са общо 11,2 млрд. щатски долара.
През 1977 г. президент – генерален директор на „Литекс Банк“ е Гаро Аврамов. От 1985 до 1989 г. председател на „Литекс Банк“ е Чавдар Кънчев Преди това, от 1983 г., той е заместник-директор на банката, в която българското държавно участие през 1983 г. е 87 %. През април 1995 г. 97 % от „Литекс Банк“ е собственост на Булбанк.
През 1998 г. Булбанк продава „Литекс Банк“ на ливански инвеститори.

## Представителство в Лондон
Представителството на „Литекс Банк“ в Лондон има за цел да:
- „установява и поддържа редовни връзки с кореспондентите на БВБ и Литекс Банк, установява връзки с другите банки, клонове на чуждестранни банки, банкови институти и представителства със седалище в Лондон“,
- „следи и изучава валутното законодателство на Англия, решенията на английското правителство и неговите специализирани органи в областта на международните разплащания и кредитирането на външната търговия, като информира за настъпилите промени БВБ и „Литекс Банк““,
- „следи, изучава и анализира резултатите от приложението на кредитната политика, провеждана в страната както и отражението є върху дейността на английските банки“,
- „изучава и анализира конюнктурата на валутния и кредитен пазар в Англия, развитието на нейния платежен баланс, валутните є резерви и стабилността на английската лира“,
- „следи конюнктурата на пазара на евровалутите на Лондонския пазар и информира БВБ и „Литекс Банк“ за движението на лихвените проценти“,
- „следи конюнктурата на пазара на среброто и златото в Лондон и информира БВБ за движението на цените“,
- „оказва съдействие на търговското представителство в Лондон при обсъждането и решаването на платежни и кредитни въпроси във връзка със стокообмена с Англия“,
- „по поръчение на БВБ съвместно с търговското представителство участва в подготовката и провеждането на преговори за сключване на кредитни и платежни спогодби с Англия, свързани с външноикономическата и търговска дейност, като преди започването на преговорите извършва всестранно проучване на въпросите и прави конкретни предложения пред БВБ“.

Освен това представителството в Лондон извършва следните дейности самостоятелно:
- „води преговори по платежните и кредитни взаимоотношения с техните кореспонденти в Лондон по указания на БВБ и Литекс Банк“,
- „съдействува за подсигуряване на ползуването на кредити за внос на стоки от трети страни, с оглед практическото използване конюнктурата на Лондонския пазар“,
- „съдействува за привличането на средства от пазара на евровалутите, както и за пласирането на техни валутни средства при по-благоприятни условия“,
- „съдействува за провеждане на валутни операции, представляващи интерес за двете банки“,
- „подпомага БВБ при продажбите на сребро на Лондонския пазар“ и
- „по конкретни поръчения на БВБ и Литекс Банк от тяхно име и за тяхна сметка води преговори и урежда платежни и кредитни въпроси с банки в други капиталистически страни“[1].